# Josef Ullrich (vlastivědný pracovník)
Josef Ullrich (23. srpna 1866 Nový Jičín – 20. října 1939 Vítkov) byl český učitel, etnograf, spisovatel německé národnosti, a také vlastivědný pracovník Kravařska, Oderských vrchů a Nízkého Jeseníku. 

## Život
Narodil se 23. srpna 1866 v Novém Jičíně do rodiny zdejšího soukenického mistra Josefa Ullricha a jeho manželky Aloisie Habermannové. Vystudoval vyšší reálku tamtéž a následně Učitelský ústav v Brně. Pracoval jako učitel na měšťanské škole v Novém Jičíně, kde na sklonku pracovního života i řediteloval a poté byl ředitelem měšťanské školy v Butovicích. Byl dvakrát ženatý. 
Postupně se stal nejen vlastivědným pracovníkem Kravařska, ale i celé oblasti Bruntálska, Libavska a Jesenicka. Byl spoluzakladatelem a redaktorem vlastivědného časopisu Das Kuhländchen a osvětového časopisu Heimatfreude. Angažoval se taktéž jako muzejník v muzejním spolku v Novém Jičíně a v turistickém oddíle Beskidenverein, který vedl. Konec svého života prožil ve Vítkově, kde 20. října 1939 zemřel. Celý život se cítil příslušníkem německého národa a v tomto ohledu se angažoval i po vzniku Československa v roce 1918.

## Dílo
Byl také sběratelem lidových pověstí, které vydal knižně ve dvou svazcích: Volkssagen aus dem Kuhländchen, Volkssagen aus dem Gesenke. K pedagogickým účelům vydal vlastivědnou knihu Heimatbüchlein für das Kuhländchen. Jedná se leckdy až o hororově laděné příběhy plné čarodějnic, revenantů, vodníků, neklidných zemřelých atp., které jsou pro tyto, někdy od civilizace velmi odlehlé oblasti, tak typické. 
Také poměrně bohatě zpracoval dějiny města Vítkova v publikaci Geschichte der Stadt Wigstadtl. Publikoval také ve vlastivědném časopise Das Kuhländchen a byl redaktorem a přispěvatelem časopisu Heimatfreunde.  Patřil k velké skupině německy hovořících vlastivědných pracovníků, sběratelů pokladů lidové kultury a učitelů věnujících se historii, kultuře a etnografii Němců na severní Moravě a ve Slezsku a ve svých aktivitách pokračoval i po vzniku Československa po roce 1918.